# Vlerick Business School
Die Vlerick Business School ist eine private belgische Wirtschaftshochschule mit Standorten in Löwen und Gent, seit 2006 ebenso im russischen Sankt Petersburg und seit 2013 in Saint-Josse-ten-Noode in der Region Brüssel-Hauptstadt. 
Vorläufer der Hochschule war ein 1953 von André Baron Vlerick (1919–1990) gegründetes Forschungszentrum an der Universität Gent, das 1983 in das eigenständige Instituut Professor Vlerick voor Management überging. 1999 wurde das MBA-Programm der Katholieke Universiteit Leuven und das MBA-Programm des Instituut Professor Vlerick voor Management der Universität Gent fusioniert und in der Vlerick Leuven Gent Management School neu aufgebaut. 2012 firmierte die Hochschule in Vlerick Business School um. 
Die Hochschule ist mit EQUIS, AMBA und AACSB dreifach akkreditiert und bietet neben einem Voll- und einem Teilzeit-MBA auch Schulungsprogramme für Führungskräfte an. Doktoratsstudiengänge sind in Zusammenarbeit mit den Universitäten Gent und Leuven möglich.